# Vù hương
Xá xị, Vù hương hay gù hương (danh pháp: '''Cinnamomum balansae) là loài thực vật có hoa trong họ Nguyệt quế. Loài này được Lecomte miêu tả khoa học đầu tiên năm 1913.